# David Rohl
David Rohl är en brittisk egyptolog och historiker. Rohl har blivit uppmärksammad genom sina kontroversiella teorier, vilka förespråkar en stor förändring av forntidens kronologi. Han är även författare av ett antal populärvetenskapliga böcker, och har medverkat i flera TV-dokumentärer gjorda av BBC och Discovery Channel.

## Biografi
David Rohl studerade och tog sin akademiska examen i egyptologi och forntidshistoria vid Londons universitet. Efter sin examen deltog han under 1990-talet i arkeologiska utgrävningar i Syrien och fick därefter ansvaret för utgrävningar i Egyptens östra öken. Han är sedan 1986 redaktör för tidskriften Journal of the Ancient Chronology Forum (JACF) och var tidigare ordförande för Sussex Egyptological Society.

## Teorier
De teorier som Rohl lagt fram innehåller en stor revision av det forntida Egyptens kronologi. Följden av hans slutsatser blir att större delen av den egyptiska kronologin måste förkortas med omkring 300 år före 1000 f.Kr. Först 664 f.Kr. anser Rohl att hans Nya kronologi sammanfaller med den etablerade.
Enligt Rohls kronologi ska bibelns uttåg ha skett när farao Dudimose regerade (han inledde sin regeringstid någon gång mellan 1457 och 1444 f.Kr)
Rohl betraktar även de äldsta berättelserna i Gamla Testamentet i Bibeln som historiska källor. Bland annat har Rohl en teori om var Edens lustgård kan ha varit belägen.
Rohls omdatering, hans nya kronologi, har inte vunnit erkännande i forskarvärlden. Han har även fått kritik från andra bibliska maximalister som egyptologen Kenneth Kitchen.

### A Test of Time series
- A Test of Time volume One: A Test of Time: The Bible - from Myth to History (1995)[2]
- A Test of Time volume Two: Legend: The Genesis of Civilisation (1998)
- A Test of Time volume Three: The Lords of Avaris: Incovering the Legendary Origins of Western Civilisation (2007)

### Övriga böcker
- The Lost Testament - From Eden to Exile: The five-thousand-year history of the people of the bible (2002)[3]
- Official David Rohl discussion forum
- Official Highlights-Only list
- David Rohl på Myspace